# 라파엘 트루히요
라파엘 레오니다스 트루히요 몰리나(스페인어: Rafael Leónidas Trujillo Molina, 스페인어 발음: [rafaˈel leˈoniðas tɾuˈxiʎo]; 1891년 10월 24일 ~ 1961년 5월 30일)는 도미니카 공화국의 정치인이자 군인으로, 1930년부터 1961년 암살당할 때까지 도미니카 공화국의 독재자로 군림하였다. 도미니카 공화국의 역사에서 트루히요 시대라고 알려진 그의 시대는 20세기 최악의 폭정 중 하나로 이름 나 있다.

## 생애와 경력

### 어린 시절
도미니카 공화국 산크리스토발에서 작은 소매점을 운영하던 호세 발데스 트루히요와 아이티계 여인이자 줄리아란 애칭으로 알려진 알타그라시아 몰리나 샤빌리에 사이에서 태어났으며 11명의 아이들 중 3번째였다.
어린 시절을 비교적 큰 사고 없이 보냈고 6살 때 후안 힐라리우 메리노의 학교에 입학했고 7살 때 다른 학교로 전학갔으며 3 ~ 4년을 보내다가 16살 때 모스 부호 전신 연산자로 취직해 44의 회원이라는 작은 패거리에 가입했다. 1916년 설탕 사업소에서 2년 동안 일했다.

### 권력을 향해
1916년 제1차 세계 대전 중 미국은 도미니카 공화국을 해외 채무 문제로 무력 점령했고 곧 도미니카군의 질서 회복을 위해 경찰대를 설립했는데 트루히요는 이를 통해 승진했고 1924년 미군이 철수할 때 트루히요는 그곳 담당관의 왼팔이 되었다.
1927년 육군준장이 되어 육군사령관으로 있다가 1930년 산티아고에서 대통령 오라시오 바스케스에 대한 반란이 일어났고 반란군은 수도 산토도밍고를 향해 행진했다. 트루히요는 반란군을 진압하라는 명령을 받았지만 2월 26일 반란군은 아무 저항 없이 수도 산토도밍고에 입성했고 바스케즈가 사임하자 반란군 지도자 라파엘 에스트레야가 임시 대통령직을 수행했다.
이에 트루히요는 1930년 대통령 선거에서 도미니카당의 후보가 되어 총 95%의 투표율 중에서 많은 수를 얻어 대통령이 되어 8월 16일 공식적으로 취임했다.

### 트루히요 정부
트루히요가 대통령에 취임한 지 3주 후 파괴적인 허리케인이 수도 산토도밍고를 덮쳐 3000명이 죽었고 미국 적십자에서 구호 자금을 얻어 도시를 재건했다.
1931년 8월 16일 취임 1주년을 맞아 트루히요는 자신의 정당인 도미니카당을 도미니카 공화국 유일의 합법 정당으로 정했고 공무원들은 자신들의 급여 중 10%를 당에 기증했고 곧이어 시민들도 당원으로 가입했다. 1932년 트루히요는 국회로부터 대원수 칭호는 받고 1934년 군대 사령관으로 승진했으며 곧 재선에 도전해 손쉽게 당선되었다.

### 독재를 향해
1936년 마리아 페르민 카브랄의 제안으로 의회에서 수도 산토도밍고를 트루히요란 지명으로 바꾸는 국민투표에서 압승을 거뒀고 트루히요의 고향 산크리스토발은 국가 최고의 봉인 도시로 바뀌었다. 도미니카 공화국 전역에서는 트루히요의 동상이 세워지고 교량과 공공 건물에는 트루히요의 이름이 새겨졌으며 신문에선 트루히요를 선전해댔다.
1938년 5월 30일 트루히요는 71세의 부통령 하신토 페이나도를 새 대통령으로 지명했으나 대원수 칭호를 겸하면서 실질적으로 도미니카 공화국을 지배했고 1940년 3월 7일 페이나도가 사망하자 마누엘 트롱코소 델 라 콘차가 대통령직을 수행하다가 1942년 미국의 프랭클린 D. 루스벨트가 3기에 도전하는 것에 영향을 받아 다시 재선에 도전해 압도적인 승리를 거두었다.
5월 18일 새로 취임해 10년 동안 도미니카 공화국을 다시 지배하다가 1952년 8월 16일 동생 엑토르 트루히요에게 물려주었으나 명목상 대통령이었고 이후에도 실질적으로 도미니카 공화국을 지배했다.

### 압박
1930년 8월 16일에 정권을 잡은 이후, 트루히요는 전국을 장악하고 반체제 세력을 뿌리 뽑기 위해 전면적인 테러를 실시했다. 트루히요 본인이 참여하기도 했던 폭력 조직인 "42단"을 이끄는 파울 리노는 악명 높은 "죽음의 차"(carro de la muerte)에 총으로 무장한 폭도들을 태우고 살인과 약탈을 저질렀다. 이후 이런 역할들은 대부분 쟈니 아베스가 효율적으로 조직한 비밀경찰에 의해 이루어졌으며 트루히요의 정권 말기까지 계속해서 국내의 반체제 인사들과 잠재적 체제의 적에 대한 투옥과 살해가 지속되었다.
국외로도 반체제 인사를 숙청해 미라발 자매를 제거했고 1956년에는 미국 컬럼비아 대학교에서 트루히요의 만행을 강연하던 망명객 헤수스 갈린데스 교수를 조종사 제럴드 머피를 고용해 살해했으나 뒤에 머피도 트루히요가 파견한 것으로 추측되는 도미니카인에게 살해당하고 그 도미니카인도 붙잡혀 교도소에서 자살했다. 갈린데스 교수와 머피, 트루히요와의 관계는 아직 미궁에 남아 있다.

### 이민
1930년대 동안 일본의 군국주의 독재와 스페인 내전, 유대인 탄압을 피해서오는 망명객들을 받아들였고 인종 차별을 방지하는 도미니카 공화국 고유의 방책을 펴고 1938년에는 전 세계에서 유일하게 10만 명이란 관대한 조건으로 최대 유대인 난민 허용치를 제안했다.
1940년 협정이 체결되었고 1만 6000에이커의 땅에 5월에 도착해 800명의 정착민이 도착했으며 대부분은 나중에 미국으로 이사갔다. 이후에는 세금 기반을 확대하기 위해 유럽에서 오는 피난민들을 많이 받아들여 아이티계 주민들을 추방하는 정책을 펴 결국 1937년 파슬리 학살로 이어지게 된다.

### 환경
친환경주의자이기도 했던 트루히요는 호아킨 발라게르를 후원했는데 냉혈 정치가이면서 동시에 전투적 환경주의자이기도 했던 그는 1966년부터 무려 34년간 대통령과 정계 막후의 실력자로서 도미니카 공화국을 실질적으로 지배했던 인물이다.
발라게르는 요즘으로 말하자면 열정적인 숲 지킴이였는데 그는 가난한 사람들의 생계형 벌목이건 호화별장을 지으려는 부자들의 탐욕형 벌목이건 가리지 않고 엄벌에 처했다. 강과 해안의 습지대를 보호 구역으로 묶고, 국립공원을 지나가는 도로 공사와 대규모 환경 파괴를 부르는 댐 건설을 강제로 중단시켰다. 오늘날 도미니카 공화국이 자랑하는 녹지의 대부분은 발라게르에게 빚을 지고 있다 해도 맞다.

### 대외 정책
트루히요는 반공주의 정책을 펴며 미국과 협력했고 1941년 12월 11일 태평양 전쟁이 발발하자 일본과 나치 독일에 선전 포고를 했고 후에 미국을 따라 유엔의 창립국이 되었다.
그의 친미 정책으로 라틴 아메리카의 코스타리카, 베네수엘라 같은 좌익 국가들과 마찰을 일으켰고 트루히요는 스페인의 프란시스코 프랑코, 아르헨티나의 후안 페론, 니카라과의 아나스타시오 소모사 가르시아 등의 독재자들과 우호 관계를 유지했으나 통치 말기에 미국과의 관계가 악화된다.

#### 헐-트루히요 조약
조기에 트루히요는 도미니카 공화국의 재정 상황을 위해 그 동안 관세와 재정 관리자를 담당하던 미국의 역할을 종료시키기로 결정해 1924년부터 일어나던 상황을 1936년부터 협상을 시작해 1940년 9월 24일 코델 헐과 조약을 맺고 미국의 채무 상환 조치를 취했다.

#### 아이티
도미니카 공화국의 이웃 나라인 아이티는 작지만 도미니카 공화국보다 인구 밀도가 높고 1822년부터 1844년까지 도미니카 공화국을 침공해서 점령하기도 했던 국가였다. 이 때문에 아이티에 대해 지속적인 경계 태세를 갖추었는데 특히 북서부 국경 지역에서 국경 분쟁이 일어나자 아이티의 대통령 스테니오 빈센트를 만나 회담을 벌여 1936년 합의했다. 훗날 아이티의 군대 사령관 엘리 레스코와 연계해 쿠데타를 일으키고 파슬리 학살을 일으키게 된다.

#### 파슬리 학살
1937년 도미니카 공화국을 탈출하려던 아이티계 주민 수만 명을 국경 지역에 학살했는데 정확히는 밝혀지지 않았지만 약 2만 ~ 3만 명에 달하는 주민들이 죽은 것으로 추측되었다.
후에 미국의 압력으로 1938년 1월 배상에 합의했으나 1939년 금액의 52만 5000달러가 감소했고 겨우 30달러만이 학살당한 유가족과 희생자들에게 전해졌고 나머지는 관리들의 부패로 탕진되었다.
1941년 트루히요로부터 재정 지원을 받은 엘리 레스코가 쿠데타를 일으켜 스테니오 빈센트를 몰아내고 대통령이 되었으나 트루히요를 배반하고 반(反)도미니카 공화국 정책을 펼치자 1946년 다시 쿠데타를 일으켜 레스코를 축출했다.

#### 쿠바
1947년 후안 보쉬 등은 쿠바에 집중했는데 라몬 그라우 정부가 도미니카 공화국 침공을 목표로 트루히요 타도 훈련을 했기 때문이다. 1955년 그라우의 뒤를 이은 카를로스 프리오 소카라스 대통령이 풀헨시오 바티스타의 쿠데타로 실각하자 소카라스는 반체제 인사이자 공산주의 운동가 피델 카스트로와 손을 잡았다.
이에 트루히요는 1956년 돈, 비행기, 장비, 군사 등을 바티스타에게 지원하기 시작했고 뒤에 바티스타가 쿠바 혁명으로 축출당하자 트루히요는 매우 놀라 바티스타를 망명시켜 4만 달러의 자금과 여권을 주어 포르투갈로 망명시켰다.
그리고 아이티에 이어 쿠바의 침공도 대비하기 위해 국방 예산을 증가시켜 1959년 8월 트리니다드에서 반카스트로 단체를 지원하기로 했다.

#### 베탕쿠르 사건
1950년대 후반 정권에 대한 반체제 운동이 심해지는 가운데 트루히요는 더 많은 이웃나라의 내정에 간섭해 베네수엘라의 로물로 베탕쿠르 대통령에 대한 경멸을 표면화시켜 OAS의 우려에도 불구하고 1960년 6월 24일 그의 자동차 안에서 폭탄을 터뜨려 암살하려 했으나 실패했다.
이 사건으로 전 세계에서 트루히요에 대한 비난 여론이 일어났고 OAS가 만장 일치로 도미니카 공화국과의 관계를 끊고 경제 제재 조치를 부과했으며 11월 25일에 일어난 미라발 자매에 대한 인질극은 그의 억압 정치에 대한 저항을 더욱 가중시켰으며 베탕쿠르 사건을 계기로 미국과의 관계는 단절되었다.

### 암살
1961년 5월 30일 트루히요는 고향 산크리스토발의 농장을 자동차로 타고 달리던 중 기관총 사격을 받아 암살당했다. 그의 암살에는 모데스토 디아스, 살바도르 에스트레야 사다라, 안토니오 델 라 마사, 아마도 가르시아 게레로, 마누엘 카세레스 미셸, 후안 토마스 디아즈, 로베르토 파스토리사, 루이스 아미아마 티오, 안토니오 임벨트 발레라, 페드로 리비오 켄데노, 와스카르 테제다 등의 공모자들이 미국 CIA의 지원으로 일으킨 것으로 밝혀졌으며 모두 붙잡혀 처형당했다.
이로써 31년 동안 도미니카 공화국을 지배하던 트루히요의 정권은 붕괴되고 그의 시체는 가족들에 의해 고향 산크리스토발의 묘지에 묻혔고 뒤를 이은 호아킨 발라게르 대통령이 송별사를 낭독했다.

## 개인 생활
그는 행정 업무에는 매우 뛰어났는데 비해 생활은 매우 사치스러웠는데 새벽 4시에 일어나 신문과 보고서, 공문서들을 읽고 아침 식사 전 서류를 완성했으며 사무실에서 집무를 계속하며 점심 식사를 했다. 산책 후 다시 저녁 7시 30분까지 집무를 계속해 저녁 식사 후 측근들과 논의를 했으며 매우 꼼꼼하고 경비가 삼엄했다.
트루히요와 그의 가족들은 엄청난 부를 축척해 대규모 가축 농장과 토지 등 부동산을 취득하고 고기와 우유를 독점적으로 생산했으며 기타로 소금, 설탕, 담배, 목재 등의 사업도 독점했다. 이미 1937년 트루히요의 연간 소득이 150만 달러였고 1961년 사망할 때에는 111개의 기업을 인수했으며 넥타이 등 의류를 사랑했다.

## 같이 보기
- 포르피리오 루비로사
- 미라발 자매